# 相模原市立広陵小学校
相模原市立広陵小学校（さがみはらしりつ こうりょうしょうがっこう）は、神奈川県相模原市緑区若葉台四丁目にある公立小学校。

## 概要
- 1978年（昭和53年）
  - 4月1日 - 城山町立川尻小学校より分離、新設独立校・城山町立広陵小学校として開校。開校時点の学級数11学級（特殊学級1を含む）、児童数277名（男子137名・女子140名）。
  - 4月7日 - 開校式・事業式・第1回入学式挙行。最初の新入生は73名。
- 1979年（昭和54年）
  - 2月1日 - 校章・校旗・校歌制定。
  - 3月24日 - 第1回卒業式挙行。最初の卒業生は42名。
  - 10月26日 - PTA設立総会。
  - 11月19日 - 国際児童年を記念してタイムカプセルを埋設。
- 1980年（昭和55年）3月29日 - プレハブ校舎落成（普通教室6）。
- 1981年（昭和56年）4月3日 - プレハブ校舎落成（普通教室2）。
- 1982年（昭和57年）6月5日 - 増築校舎起工式。
- 1983年（昭和58年）3月15日 - 増築校舎完工式。普通教室12・特殊教室2（音楽1・理科1）。
- 2004年（平成16年）8月31日 - 第1校舎児童用トイレ全面改修。
- 2007年（平成19年）3月11日 - 城山町の相模原市への合併により、相模原市立広陵小学校と改称。
- 2010年（平成22年）10月22日 - 体育館屋根全面補修工事完了。
- 2015年（平成27年）2月27日 - 体育館全面改修工事完了。
- 2017年（平成29年）
  - 6月2日 - 創立40周年記念航空写真撮影。
  - 7月25日 - この日から27日まで開催された学校の森・子どもサミットに参加。
- 2019年（令和元年）
  - 7月20日 - この年度より、市内全校で夏季休業短縮（7月21日～8月24日）。
  - 8月23日 - 普通教室等への空調設備工事完了。
- 2020年（令和2年）
  - 3月2日 - この日から5月31日まで、新型コロナウイルス感染症防止のため、全国一斉臨時休業。
  - 4月6日 - 臨時休業中での着任式・始業式・入学式挙行。
  - 6月1日 - 分散登校（午前･午後）による学校再開。
  - 6月15日 - 通常登校の再開（夏季休業短縮12日・冬季休業短縮3日）。

### 校舎
校舎は、1号棟、2号棟に分かれる。

## 通学区域
- 相模原市緑区[1]
  - 川尻（6028～6048番地）
  - 城山1丁目
  - 城山2丁目
  - 城山3丁目
  - 城山4丁目
  - 谷ヶ原1丁目
  - 谷ヶ原2丁目
  - 中沢
  - 若葉台1丁目
  - 若葉台2丁目
  - 若葉台3丁目
  - 若葉台4丁目
  - 若葉台5丁目
  - 若葉台6丁目
  - 若葉台7丁目

## 進学中学校
- 相模原市緑区[2]
  - 相模原市立中沢中学校

## 所在地
- 神奈川県相模原市緑区若葉台4丁目3-1

## 学校周辺
- 若葉台榛名公園 - 敷地が隣接。
- 若葉台谷津公園 - 敷地が隣接。
- 城山わかば幼稚園 - 相模原市道をはさんで、敷地が隣接。
- 若葉台会館
- 城山若葉台郵便局

## アクセス
- 神奈川中央交通「橋08」・「橋28」の各系統で、終点「若葉台住宅」停留所下車後、徒歩約70m・約1分。
  - JR東日本横浜線・相模線、京王電鉄相模原線橋本駅から、上述の神奈中バスに乗車し、終点「若葉台住宅」停留所下車後、徒歩。